# Мечеть Сунцзян
Мече́ть Сунцзя́н (кит. упр. 松江清真寺, пиньинь Sōngjiāng Qīngzhēnsì) — старейшая мечеть в Шанхае, КНР. Расположена в районе Сунцзян.
Мечеть и мусульманская община в Сунцзяне были основаны потомками Гао Кэгуна. Строительство мечети началось в 1364—1367 годы под конец существования империи Юань. Затем она была перестроена в 1391 году во времена Империи Мин. Здание перенесло несколько реконструкций в период Империи Цин.

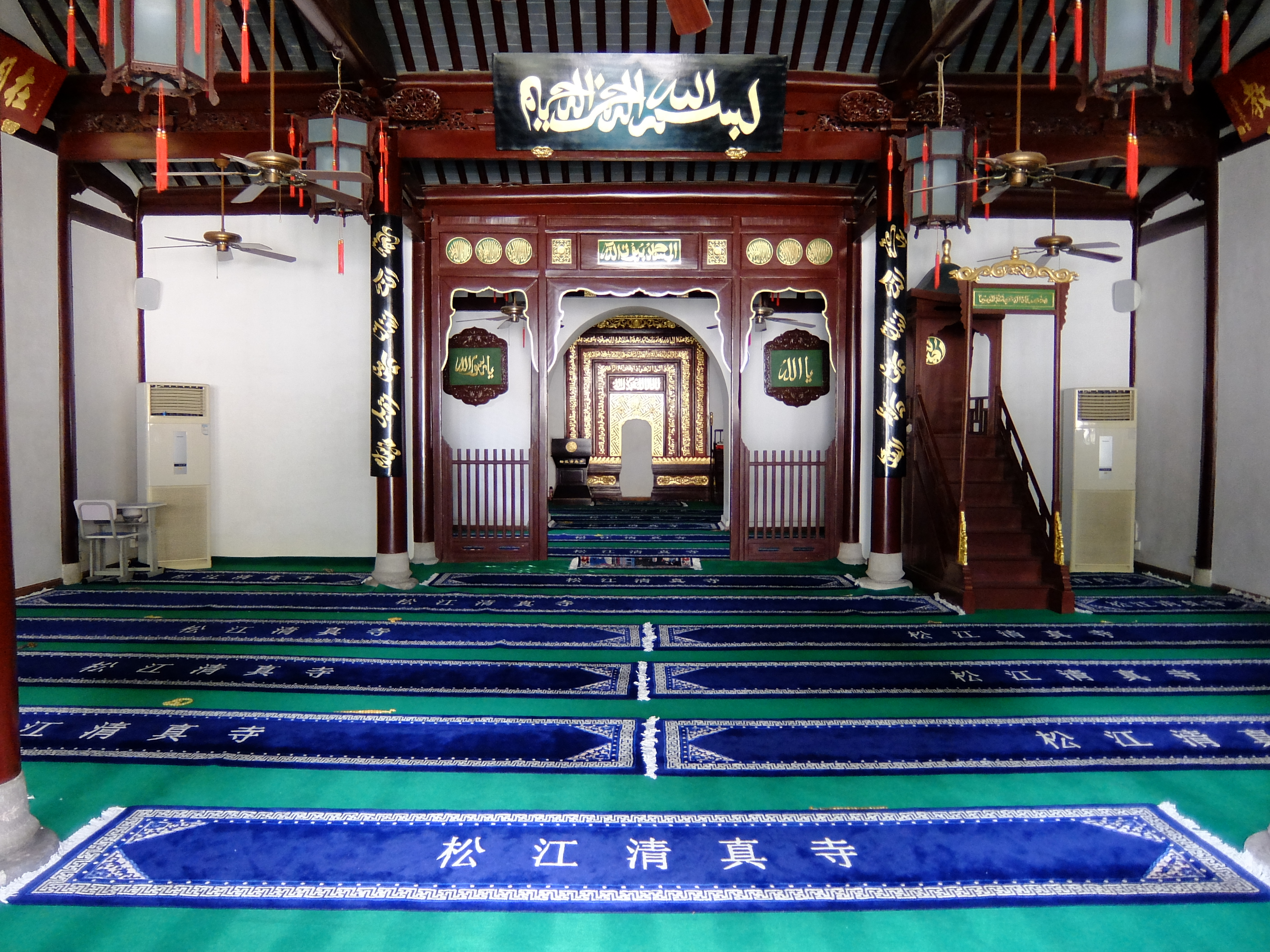
Молитвенный зал мечети Сунцзян

Правительство Шанхая внесло мечеть Сунцзян в список памятников культуры под его особой защитой 26 августа 1908 года. В 1985 году мечеть была тщательно отремонтирована в внесена в список основных памятников культуры. В 1989 году мечеть была вновь открыта для публики.
Территория мечети составляет 4900 м². В архитектуре зданий сочетаются традиционные арабские и китайские мотивы. Мечеть смотрит фасадом на север и состоит из основного зала, молитвенной ниши, коридора, двух залов для проповедей и ванной комнаты. В восточной части мечети расположена башня, где мусульмане могут вознести молитву, выполненная в арабском стиле с поперечными гребнями и купольными крышами. Молитвенный зал расположен напротив башни в западной части мечети. Он разделен на задний и передний, представляющие архитектуру времён империй Юань и Мин соответственно.